# Васильев, Олег Анатольевич
О́лег Анато́льевич Васи́льев (род. 29 августа 1953, Москва) — советский и российский художник-иллюстратор, график, плакатист, портретист.

## Биография
Родился в 1953 году в Москве, в Марьиной Роще.
В 1972 году окончил Московское государственное академическое художественное училище памяти 1905 года. Его учителями были Д. И. Соколов, В. И. Пастухов, Д. И. Воронцов, А. Г. Чалтыкьян.
- 1973 — «Мосфильм», художник живописной мастерской, комбинированных съёмок, внештатно сотрудничал с издательствами: «Совершенно секретно», «Если», «Крокодил», «Дружба народов», «Литературная газета», «Чудеса и приключения», «Шварц и К», «АСТ», «Рекламфильм», «Совэкспортфильм» (член художественного совета Госкино СССР). В 1988 году вступил в «Международную федерацию художников» (IFA)[2].
- 1990 — участие в выставке «Русский дом» (Антверпен, Бельгия).
- 1991 — приз на конкурсе киноплаката «Эпика» (Франция).
- 1993 — первая персональная выставка на «Кузнецком мосту».
- 1994 — вторая персональная выставка в «Доме дружбы с зарубежными странами».
- 1995 — третья в «Доме дружбы с зарубежными странами», «Храмы России».
- 1997 — главный художник «Издательства Московской Патриархии».

Работы находятся в частных коллекциях США, Бельгии, Испании, Германии, Кипра, Мексики, России.
Киноплакаты к фильмам с участием В. Высоцкого находятся в «ГКЦ музея Высоцкого» в постоянной экспозиции, Музее имени Бахрушина, Музее кино и др.